# Oracle (Datenbanksystem)
Oracle Database (auch Oracle Database Server, Oracle RDBMS) ist eine Datenbankmanagementsystem-Software des Unternehmens Oracle.
Es können sowohl relationale Daten als auch objektrelationale Daten gespeichert werden.

## Eigenschaften
Oracle gehört zusammen mit Microsoft SQL Server und IBM Db2 zu den Marktführern im RDBMS-Segment. Im Großrechner-Bereich sind Sun-Fire-Maschinen mit dem Unix-System Solaris oder IBM-Maschinen häufig verwendete Plattformen. Im Midrange-Bereich werden nahezu alle Unix-Systeme unterstützt und eingesetzt, daneben aber auch OpenVMS. Linux wurde neben Solaris als strategische Hauptplattform längere Zeit favorisiert und findet sehr starke Verbreitung. Windows wird aufgrund der hohen Verbreitung ebenfalls strategisch unterstützt. Oracle ist laut dem DB-Engines Ranking das populärste Datenbankmanagementsystem.
Das Oracle-Datenbankmanagementsystem kann als Express-Edition (XE) kostenlos genutzt werden. Diese Version ist jedoch stärker eingeschränkt als die entsprechende kostenlose Db2-Version von IBM, weil sie u. a. das Laden von Javaklassen in die Datenbank selbst nicht unterstützt (der JDBC-Treiberzugriff ist jedoch möglich). Zusätzlich gibt es eine Beschränkung von 1 GiB RAM, Nutzung maximal eines CPU-Kerns sowie eine maximale Datenbankgröße von 11 GiB für Anwenderdaten.
Für Studienzwecke ist die Oracle-Datenbank auf der Herstellerseite frei erhältlich. Technische Hemmnisse, wie Lizenz-Server oder Lizenzschlüssel, sind nicht vorhanden. Auch die anderen Produkte des Unternehmens Oracle stehen dort zur Verfügung.
Mit dem Release 10g wurde die Vision eines Oracle-Grid (siehe auch Grid-Computing) weiter umgesetzt: Auch das kleine „g“ im Release-Namen steht für Grid. Kernstück des Oracle-Grid ist der Aktiv/Aktiv-Cluster, der von Oracle unter dem Namen Real Application Cluster (RAC) vertrieben wird. Oracle bietet seit 10g eine eigene Cluster-Manager-Software unter dem Namen Oracle Cluster Ready Services an. Diese wurde erstmals in 9i zunächst für Linux, später auch für Windows freigegeben. Seit Oracle 10g steht diese für jede von Oracle unterstützte Plattform zur Verfügung. Mit der Buchstabenerweiterung „c“ in der Version 12c wird nach eigener Aussage der Fokus auf Cloud-Produkte betont.
Da SQL nur eine beschreibende Sprache ist, wurde eine proprietäre prozedurale Erweiterung von SQL mit dem Namen PL/SQL entwickelt. PL/SQL steht für Procedural Language / Structured Query Language. PL/SQL-Kommandos können ad hoc als anonyme Blöcke eingegeben werden oder in Form von sogenannten „Stored Procedures“ in der Datenbank abgelegt werden.
Es können XML-Datenstrukturen (XMLDB, XDK) gespeichert werden. Das Speichern nichtrelationaler Daten (Video, Musik, Dokumente, Fax etc.) wird mit BLOBs (binary large objects) und CLOBs (character large objects) unterstützt. Die Indizierung von zahlreichen nichtrelationalen Datenformaten wird bereits mitgeliefert. Die Erweiterung um eigene programmatische Indizierungen wird unterstützt. Raumbezogene Daten können relational abgelegt werden, räumliche Indizierungen und Abfragen werden unterstützt (Spatial-Option).
Die Standardeinstellung der Isolationsebene einer Oracle-Datenbank ist „Read committed“, d. h. eine Abfrage sieht alle Daten konsistent in dem Zustand, in dem sie zu Beginn der Abfrage festgeschrieben waren. Man kann auch die Isolationsebenen „Serialize“ oder „Read only“ (kein SQL-Standard) für eine Session oder eine Transaktion festlegen. Die anderen beiden im SQL-Standard definierten Isolationsebenen („Read uncommitted“, „Repeatable read“) werden nicht explizit unterstützt. Durch die Speicherung von Rollback-Informationen führen lesende Zugriffe nie zu Sperren der schreibenden Zugriffe (non-blocking reads) und umgekehrt (non-blocking writes).

### Liste weiterer Eigenschaften
- Implementierung der ACID-Eigenschaften
- plattformübergreifende Unterstützung verteilter Datenbanken
- Data-Warehouse-Funktionalität
- Messaging inklusive JMS
- OLAP und Data-Mining
- intelligente Datensicherung (wahlweise mit Block oder Row Change Tracking)
- Java (man kann Java innerhalb der Datenbank ausführen)
- Gespeicherte Prozeduren in PL/SQL oder Java (in der XE-Version ohne Java)
- Unterstützung regulärer Ausdrücke in Abfragen
- Versionierung von Tabellen (Langzeittransaktionen)
- „Virtual Private Database“-Funktionalität[6]
- Absicherung gegen
  - Instance Failure (z. B. Stromausfall) durch die Option eines Aktiv/Aktiv-Clusters mit Failover-Funktionalität (Oracle RAC),
  - Media Failure (Festplattenfehler) durch optionale Standby-Datenbank und Oracle Dataguard sowie
  - Anwenderfehler mittels Flashback (auf Satzebene, Tabellenebene oder auch datenbankweit)
- Data-Warehouse Features sind z. B. Datentypen zur Speicherung großer Datenmengen (CLOB, BLOB), Partitioning (Aufteilung der Daten in Untertabellen, etwa nach Datum), transportable Tablespaces, Big Tablespaces (Datendateien mit maximal 128 PiB), Bitmap-Indexe für OLAP-Queries, Star-Transformation, Zugriff auf verteilte Datenbanken, Standby-Datenbank
- Große Auswahl an eingebauten SQL-Funktionen und analytischen Funktionen, beide durch selbst definierbare Funktionen beliebig erweiterbar
- Kostenbasierter Optimizer, der automatisch Ausführungspläne zur Laufzeit entsprechend dem vorgegebenen Ziel Durchsatz oder Reaktionszeit erstellt
- Umfangreiches Sicherheitskonzept zur Verwaltung und Weitergabe von Rechten an allen Datenbankobjekten, Vergabe von Rollen und Policies
- Zeilenweise Zugriffskontrolle (FGAC) als Ergänzung zur sowieso vorhandenen spaltenweisen Zugriffskontrolle
- Auditing (Protokollierung aller Zugriffe oder in Teilen)
- Resource Manager zum dynamischen Verteilen der Ressourcen (Speicher, CPU-Zeit, I/O) auf Profile
- Ausgefeilte Tuningmöglichkeiten, ab Version 10g durch sogenannte „Advisors“ ergänzt (Datenbank kann sich selbst tunen oder Hinweise geben, Stichwort „ADDM“)
- Performance Features wie Index-Organized Tables (Tabellen werden als Index abgespeichert, Grundtabelle entfällt)
- Proprietäre, mit SQL verwobene eingebaute Programmiersprache PL/SQL (native Kompilierung möglich, native Datentypen)
- Ab Version 8i zusätzlich Verzahnung mit Java im Oracle Kernel (Laden von Java in die Datenbank)
- Erweiterungen wie Oracle Spatial and Graph, die die Speicherung und Analyse von Geodaten erlauben
- integrierte Volltextsuche (Oracle Text, in früheren Versionen intermedia Text)
- Anbindung an Big Data und Hadoop mit Konnektoren[7]

### Abweichungen vom ANSI-SQL-Standard
Das Datenbanksystem entspricht, wie die meisten Datenbanksysteme, nicht vollständig dem jeweils gültigen SQL-Standard – vor allem, weil die ersten Versionen von Oracle programmiert wurden, bevor SQL erstmals von der ANSI festgeschrieben wurde. Doch wurden sukzessive ANSI-Standards erfüllt. So wird neben der proprietären Syntax, die auch weiterhin zur Verfügung steht, inzwischen die ANSI-Join-Syntax unterstützt.
Bei einer Portierung von anderen Datenbanksystemen zur Oracle-Datenbank sind unter anderem folgende Abweichungen vom SQL-Standard von Bedeutung:
- Der Datentyp date enthält zusätzlich die Uhrzeit.
- Der Datentyp boolean ist nicht vorhanden.
- Der numerische Datentyp number hat mehrere numerische Sub-Datentypen: dec, decimal, numeric, double precision, float, int, integer, smallint und real.[8]
- Leere Zeichenketten werden nicht vom Nullwert unterschieden.
- In UNIONs ist der Wert NULL nur mit Zeichenketten statt mit allen Datentypen kompatibel (muss konvertiert werden).
- Der Datentyp zum Speichern von unterschiedlich langen Zeichenketten heißt in Oracle „VARCHAR2“ und ist auf 4000 Bytes begrenzt. Ab Oracle 12 sind auch 32767 Bytes möglich. Die Angabe des ANSI-Datentyps VARCHAR wird zwar auch unterstützt, doch wird die Spalte intern trotzdem als VARCHAR2 erstellt. In früheren Versionen konnte bei Tabellenspalten vom Typ VARCHAR nur maximal 2000 Zeichen gespeichert werden (bis Version 7) und eine Folge von Leerzeichen wurde als NULL interpretiert (bis Version 6).

## Architektur
Ein Oracle-Datenbanksystem, welches von Clients verwendbar ist, besteht aus:
- einem oder mehreren Listener-Prozessen (Oracle-Listener)
- einer oder mehreren Datenbank-Instanzen (Oracle-Instance), das eigentliche Datenbankmanagementsystem (DBMS)
- eine Menge von Datenbank-Dateien (Oracle-Database), die eigentliche Datenbank (DB)

Eine Menge von Datenbank-Dateien kann von mehreren Datenbank-Instanzen gleichzeitig geöffnet sein, dies bezeichnet man als Oracle RAC.

Eine Datenbank-Instanz kann zu einem Zeitpunkt nur eine Menge von Datenbank-Dateien offen haben.
Im Einzelnen kann das System wie folgt charakterisiert werden:

### Listener-Prozess (Oracle-Listener)
Nimmt Verbindungswünsche von Datenbank-Clients entgegen und verbindet sie mit einer Datenbank-Instanz. Startet Oracle-Server-Prozesse für Datenbank-Clients.

### Datenbank-Instanz (Oracle-Instance)
Hier erfolgt die Ressourcen-Zuteilung für CPU und RAM.
Eine Instanz besteht aus mehreren Oracle-Server-Prozessen (Vordergrund- und Hintergrundprozesse), welche den gemeinsamen Arbeitsspeicher in Form von Shared Memory bereitstellen. Die Vordergrundprozesse nehmen Datenbankabfragen (Query) oder Datenmodifikationsanweisungen (DML) in der Sprache SQL von den Datenbank-Clients entgegen, führen diese Aufträge aus und liefern Ergebnisdaten zurück. Dabei agieren die Oracle-Server-Prozesse teilweise direkt auf den Datenbank-Dateien, teilweise übertragen sie jedoch auch Aktivitäten auf die Hintergrundprozesse der Datenbank-Instanz.

Die wichtigsten Hintergrundprozesse sind:
- Der Database Writer (DBWR), der Änderungen an den Datenblöcken in die Data-Files schreibt.
- Der Log Writer (LGWR), der Redo-Informationen in die Redo-Log-Files schreibt.
- Der Archiver (ARCH), der Redo-Log-Files archiviert, sofern die Datenbank im sogenannten Archive-Log-Modus betrieben wird.
- Der System Monitor (SMON), der Konsistenzinformationen in die Control-Files sowie in die Header von Data-Files und in Redo-Log-Files schreibt. Beim Wiederanlauf einer Datenbank nach einem Crash prüft der System-Monitor diese Konsistenzinformationen in einem Quercheck über alle Control-Files, Data-Files und Redo-Log-Files. Sollte der SMON Inkonsistenzen feststellen, so leitet der System-Monitor eine Crash Recovery ein, bei dem aus den Redo-Log-Files solange fehlende Transaktionen in die Data-Files übertragen werden, bis die Datenbank mit allen Data-Files wieder in sich konsistent ist.
- Der Prozess Monitor (PMON), der die Oracle-Prozesse überwacht.

Der Oracle System Identifier (Kurzform: SID) ist die Kennung für die Instanz von Oracle, die auf dem Server läuft. Diese Kennung ist erforderlich, wenn eine Verbindung zu einem Server hergestellt werden soll, der mehr als eine Instanz einer Oracle-Datenbank unterstützt. Die SID wird in network/admin/tnsnames.ora unter dem Oracle-Installationsverzeichnis gespeichert.
Die Datenbank-Instanz benötigt auch einige Dateien zur Steuerung und Protokollierung, diese werden unterschieden nach:
Parameter-FilesSpeicherort der Control-Files. Initiale Angabe vom Hauptspeicher und weitere Attribute.
Trace-FilesDateien zur Diagnose, meist bei Performance-Problemen.
Alert-FilesDateien speziell für Fehlermeldungen.

### Menge von Datenbank-Dateien (Oracle-Database)
Hier werden die Daten gespeichert. Dies erfolgt zumeist in Dateien in einem Dateisystem. Es werden jedoch auch Raw Devices oder per ASM (Oracle Automatic Storage Management Cluster File System) verwaltete Diskgroups verwendet.

Man unterscheidet die Dateiarten:
Data-Filesdie eigentlichen Datendateien mit den Dateninhalten.
Redo-Log-Filessehr schnell schreibbare Dateien, die als Transaktionslogs dienen und die die Datenblockänderungen (Change-Vektoren) von Transaktionen aufnehmen. Diese gespeicherten Change-Vektoren dienen zur Wiederherstellung von Datenblöcken, falls ungeplant oder beabsichtigt das Datenbankmanagementsystem terminiert werden muss. Noch nicht in die Data-Files übertragene, festgeschriebene Änderungen können so rekonstruiert und nachgefahren werden (roll forward). Im Anschluss daran werden alle Änderungen nach dem letzten erfolgreichen Festschreibvorgang (check point) zurückgeschrieben (roll back).
Control-FilesDateien, die u. a. die Struktur- und Zustandsinformation der Datenbank enthalten. Hierzu zählen die System-Change-Number (SCN) sowie die Pfade und Namen aller Data-Files und Redo-Log-Files.

## Werkzeuge
Werkzeuge zur Entwicklung und Datenbankverwaltung werden sowohl von Oracle als auch von anderen Herstellern zur Verfügung gestellt.
- Werkzeuge vom Hersteller Oracle:
  - SQL*Plus ist ein kommandozeilenorientiertes Verwaltungswerkzeug zur Administration und Bedienung von Oracle-Datenbanken.[9] SQL*Plus steht auf jedem Rechnersystem zur Verfügung, auf dem die Oracle Client- oder Serversoftware installiert ist. Hiermit lassen sich alle Verwaltungstätigkeiten sowie die Eingabe, Änderung, Abfrage und Löschen der eigentlichen Dateninhalte vornehmen. Der Aufruf von SQL*Plus erfolgt – unabhängig von der verwendeten Betriebssystemplattform – durch Eingabe von sqlplus. SQL*Plus stand mit den ersten Oracle-Versionen zur Verfügung. Aufgrund der Orientierung an Kommandozeilen sind umfangreiche SQL-Kenntnisse erforderlich. Mit iSQL*Plus stellt Oracle auch ein Webfrontend für SQL*Plus bereit.
  - Oracle SQL Developer (Project Raptor): Oracles kostenloses Werkzeug für den Datenbankentwickler läuft als Java-Programm mit graphischer Benutzeroberfläche und ermöglicht das Bearbeiten von Datenbankobjekten, Erstellen und Testen von SQL-Statements und Skripten, Erstellen und Debuggen von PL/SQL-Prozeduren und einfache Datenbankanalyse. Oracle SQL Developer kann auch auf anderen Datenbanken (z. B. Microsoft Access, MySQL, DB2) arbeiten.
  - Oracle Enterprise Manager (Java-Konsole): Graphische Bedienoberfläche zur Datenbankverwaltung auf Java-Basis (Entwicklung eingestellt).
  - Oracle Enterprise Manager Database Control: Web-basierende, graphische Bedienoberfläche zur Verwaltung einer Datenbank
  - Oracle Enterprise Manager Grid Control: Web-basierende, graphische Bedienoberfläche zur Verwaltung einer Oracle Umgebung inkl. mehrerer Datenbanken, Datenbankcluster, Standby-Systeme
  - Data Guard Control: Kommandozeilenorientiertes Werkzeug zur Verwaltung von Standby Datenbanken
  - Server Control: Kommandozeilenorientiertes Werkzeug zur Verwaltung von Datenbanken, Services und Application in einem Cluster
  - Oracle JDeveloper: Integrierte Entwicklungsumgebung zur Entwicklung von Datenbankanwendungen mit Oracle und Java

- Werkzeuge anderer Hersteller:
  - TOAD: Grafisches Werkzeug zur Verwaltung und Entwicklung mit Oracle-Datenbanken von dem Unternehmen Quest
  - TOra: Grafisches Werkzeug zur Verwaltung und Entwicklung mit Oracle- und PostgreSQL-Datenbanken, mittlerweile ein SourceForge-Projekt, also Open Source
  - SQL Navigator: Graphisches Werkzeug zur Verwaltung und Entwicklung mit Oracle-Datenbanken von dem Unternehmen Quest (Entwicklung zu Gunsten von TOAD eingestellt[10][11])
  - PL/SQL Developer: Graphisches Werkzeug zur Verwaltung und Entwicklung mit Oracle-Datenbanken von dem Unternehmen Allround Automations
  - Omega9: Werkzeug zur Administration und Entwicklung von PL/SQL-Code mit Oracle-Datenbanken
  - SQL Workbench/J: The free DBMS-independent SQL Tool
  - QueryAdvisor: The tool for advanced GUI based tracefile and wait interface analysis. Free and commercial licenses are available.
  - DBShadow: Standardlösung mit Graphischem User Interface für die Erstellung, Überwachung und Verwaltung von Standby Datenbanken.
  - Aqua Data Studio: Grafisches Werkzeug zur Verwaltung und Entwicklung von Datenbanken von dem Unternehmen AQUAFOLD
  - SQuirreL SQL Client: Grafisches Werkzeug unter der Open-Source-Lizenz LGPL zur Verwaltung und Entwicklung für viele Datenbanken

## Lizenzierung
Oracle lizenzierte für lange Zeit alle seine Produkte entweder nach der Anzahl der Prozessorkerne (nicht wie zum Beispiel Microsoft nach der Anzahl der physischen CPU-Sockel) oder nach der Anzahl sogenannter Named User, also benannter/registrierter Benutzer, wobei die Anzahl der möglichen Benutzer ausschlaggebend ist, nicht die Anzahl der tatsächlichen Benutzer.
Dies wird so auch in der Enterprise Edition beibehalten. Bei Intel-Systemen benötigt man eine Lizenz für 2 Kerne, bei Sparc eine Lizenz für 4 Kerne.
Seit einiger Zeit ist für die Standard Edition und die Standard Edition One jedoch auch die Lizenzierung abhängig von der Anzahl der CPU-Sockel möglich. Änderungen der Lizenzierung der Standard Edition ab 12c im Zusammenhang mit Oracle RAC sowie Oracles Lizenzpolitik im Umfeld virtualisierter Umgebungen führten zu Diskussionen und Kritik zahlreicher Anwender.
Die Express Edition ist kostenlos nutzbar und darf auch als Datenbank für eigene Programmentwicklungen an Dritte weitergegeben werden, ohne dass dafür eine Lizenz erworben werden muss.

## Geschichte
Die Anfänge der Oracle Datenbank gehen zurück auf die Forschungsarbeit von Edgar F. Codd, der in den 70er Jahren im Auftrag von IBM den Datenbank-Prototypen System R entwickelte. Diese Studie inspirierte Larry Ellison zur Weiterentwicklung der Ergebnisse und zur Entwicklung einer eigenen Datenbank mit dem Namen Oracle. Die Datenbank wurde zu Beginn gleich als Version 2 auf den Markt gebracht, da man befürchtete, dass sich eine Version 1 schlechter verkauft.

### Version 2
1979 wurde die Datenbank als Oracle V2 erstmals am Markt angeboten. Sie stellte Basis-Funktionen zur Ausführung von Queries und Joins ohne Transaktionen zur Verfügung.

### Version 3
1983 wurde das Release 3 angeboten mit der wesentlichen Erweiterung, dass nun Transaktionen mittels COMMIT und ROLLBACK gesteuert werden konnten.

### Version 4
1984 wurde die Version 4 mit read-consistency herausgebracht. Das bedeutet, dass lesende Transaktionen immer freien und konsistenten Zugriff auf die Daten haben, auch wenn diese gerade von einer anderen Transaktion verändert werden. Die lesende Transaktion erhält in einem solchen Fall die zuvor gültige Version der Daten, die in Rollback-Segmenten aufgehoben wird. Das Verfahren wird heute Multiversion Concurrency Control genannt.

### Version 5
1985 wurde die Version 5 als Datenbank in einer Client-Server-Architektur herausgebracht, die bis heute so beibehalten wurde.

### Version 6
1988 wurde die Version 6 mit weiteren zusätzlichen Funktionen herausgebracht:
- PL/SQL
- Oracle Forms v3
- row-level locking (wird ein Datensatz verändert, muss nicht wie in früheren Versionen der gesamte Datenblock (4 kB) gesperrt werden, sondern nur der eine Datensatz)

### Version 7
1992 wurde Version 7 herausgebracht mit diesen neuen Funktionen:
- Tabellen können mit Fremdschlüssel-Beziehungen verknüpft werden
- Stored Procedures
- Trigger
- Der Datentyp LONG wird neu eingeführt zur Speicherung von Daten bis 2 GiB.
- Package UTL_FILE zur Datenaus- und -eingabe vom Oracle-Server auf sequentielle Dateien.

### Version 8 und Version 8i
1997 wurde Version 8 herausgebracht.
1999 wurde Version 8i (numerisch 8.1.x) herausgebracht.
Sie enthielten diese neuen Funktionen:
- Kostenbasierter Anfrageoptimierer. Der bisher verwendete regelbasierte Anfrageoptimierer kann auch weiter benutzt werden.
- Möglichkeit zum Speichern objektorientierter Daten
- Die Server-Software beinhaltet eine native Java Virtual Machine (Oracle JVM).

Administration:
- Drop column. In vorherigen Versionen konnten angelegte Tabellenspalten nicht gelöscht werden.
- Stored Outlines. Damit kann man den Zugriffsweg für ein SQL-Statement festlegen.
- Einführung von Transportable Tablespaces jedoch zunächst noch mit etlichen Restriktionen
- Unicode-Support (UTF-8)
- Datentypen BLOB, CLOB, NCLOB
- Funktionsbasierter Index

SQL:
- Erweiterung der Gruppierungs-Möglichkeiten durch ROLLUP und CUBE

PL/SQL:
- Execute Immediate als PL/SQL-Befehl zum Ausführen von dynamischen SQL-Anweisungen in einem Programm.
- Bulk-Collect zum Lesen von mehreren Sätzen über einen Cursor in eine Collection mit nur einem Statement (nur noch ein Kontextwechsel erforderlich)
- FORALL-Klause zum Einfügen/Ändern/Löschen von mehreren Sätzen, die in einer Collection gespeichert sind.
- Package UTL_SMTP zum Versand von E-Mails

### Version 9i
2001 wurde Version 9i herausgebracht mit diesen neuen Funktionen:
Administration:
- online Reorganisation von Tabellen (Indizes ging schon in Version 8)
- mehrere Blockgrößen für eine Datenbank möglich
- Rollbacksegmente werden automatisch verwaltet
- Partition-Splitting
- List-Partitionierung: Partitionierung anhand von explizit benannten Werten
- Das Flashback-Konzept wird eingeführt zur Wiederherstellung (Recovery) von Daten auf Session- oder Statement-Ebene.
- Verwendung des SPFILE (ServerParameterFile) zur Aufnahme binär gespeicherter DB-Parameter

SQL:
- Case-Statement (ANSI-Kompatibilität)
- Datentypen für Zeiträume (z. B. Intervall year to month)
- MERGE-Statement, eine Kombination aus INSERT und UPDATE
- Multi-Table-Insert: Befüllen mehrerer Tabellen in einem Verarbeitungsschritt
- Bitmap-Join-Index (ein Bitmap-Index, der mehrere Tabellen referenziert, die häufig gejoint werden)
- Full outer Joins werden unterstützt
- With-Klausel zur Definition von „Inline-Views“, die nur für die Formulierung einer Abfrage Gültigkeit haben, und nicht permanent im Katalog gespeichert werden müssen
- mehr Funktionen für die Verarbeitung von XML-Daten

Tools:
- iSQL*Plus: Ein Browser zum Ausführen von Abfragen und PL/SQL-Skripten über das Internet.

### Version 10g
2003 wurde Version 10g herausgebracht mit diesen neuen Funktionen:

Administration:
- Recycle-Bin: Papierkorb-Funktion zur Aufnahme von (mit DROP TABLE) gelöschten Tabellen
- ASM (Automatic Storage Management)

SQL:
- Reguläre Ausdrücke
- Alter Table Shrink Space zur Freigabe von früher verwendeten Datenblöcken.
- XPath und XQuery zur Extraktion von Einzelkomponenten aus XML-Daten

Tools:
- Data Pump für schnellen Import/Export
- OWB (Oracle Warehouse Builder)
- SQL Profile, eine Option, die bestimmte kritische SQL-Statements, die häufig verwendet werden, ausführlich analysiert und einen optimalen Zugriffsplan im Katalog ablegt.
- ADDM Automatic Database Diagnose Monitor: Eine Funktion, die Performance-Reports erstellt und auf kritische Stellen aufmerksam macht.
- SQL Tuning Advisor: Unterstützung für das automatische Generieren von Statistiken und Analysieren von SQL-Statements
- Package UTL_MAIL zum einfachen Versand von E-Mails aus einer PL/SQL-Prozedur. Dadurch wird das bisher zur Verfügung stehende Package UTL_SMTP abgelöst.

### Version 11g
2007 wurde Version 11g Release 1 herausgebracht mit diesen neuen Funktionen (Auswahl):
- Clientseitiger Abfrage-Cache
- Unicode-5.0-Unterstützung
- SecureFiles (komplette Neuentwicklung der LOB-Speicherung)
- Virtuelle Tabellen-Spalten
- Unsichtbare Indizes
- Real Application Testing

2009 wurde Version 11g Release 2 herausgebracht mit diesen neuen Funktionen (Auswahl):
- Intelligente Datenplatzierung beim Automatic Storage Management (ASM)
- Komprimieren von Daten
- Neue Datenbankoption „Oracle RAC One Node“ (= Ein-Knoten-Version von Real Application Clusters)

### Version 12c
2013 wurde Version 12c Release 1 herausgebracht mit diesen neuen Funktionen (Auswahl):
- Der Datentyp VARCHAR2 unterstützt bis zu 32767 Bytes
- Unicode-6.1-Unterstützung
- Unsichtbare Spalten
- Select mit Zeilen Offset und Begrenzung (OFFSET, FETCH NEXT..)
- Multitenant-Option, innerhalb einer Container-Datenbank bis zu 252 „Pluggable“ Datenbanken möglich
- Container-Datenbank organisiert wie eine VM den RAM und CPU für die „Pluggable“ Datenbanken
- Automatische Datenoptimierung (Automatic Data Optimization, ADO) mit Heat Maps für automatische Komprimierung von Daten (Informationslebenszyklusmanagement)
- Verwendung von JSON-Daten (JavaScript Object Notation) in der Datenbank
- In-Memory-Datenbank

Oracle Database 12c Release 2 ist in der Oracle Cloud im Dezember 2016 erschienen. Im März 2017 erschien 12c Release 2 auch für Installationen im eigenen Rechenzentrum bzw. auf eigenen Hosts.
Version 12c Release 2 enthält diese neuen Funktionen (Auswahl):
- Eine Oracle-Datenbank kann nun als NFS-Server (Network File System) verwendet werden
- Die automatische Datenoptimierung (ADO) unterstützt jetzt Hybrid Columnar Compression (HCC)
- Erweiterte Indexkomprimierung, es ist nun eine erhöhte Kompression von Indizes möglich
- Sharding: horizontal partitionierte Datenbanken
- Approximate Query Processing: schnellere Auswertungen von großen Datenmengen
- Performance & Optimizer: Verbesserungen bei Adaptiven Abfragen und Joins, Cursor Management
- In-Memory-Option: Verbesserungen in der Administration und Verfügbarkeit
- Sicherheit: Neuerungen bei der Passwort-Verwaltung und Verschlüsselung, Auditing-Verbesserungen
- Bezeichnung von Objekten: die maximale Länge der Identifikatoren wird für die meisten Identifikatoren auf 128 Bytes erhöht, in früheren Releases waren es 30 Bytes

### Änderung der Versionierung
Nach Oracle 12.2 beschließt Oracle, neue Versionen im Jahresrhythmus herauszugeben und mit den letzten beiden Ziffern des Jahres zu benennen. Die erste so benannte Version ist die 18c aus dem Jahre 2018.

### Version 18c
Im Juli 2018 wurde die Version 18c veröffentlicht. In dieser Version wurden neue Features im Bereich Security, Performance, Data Warehousing, Multitenant und RMAN integriert.

### Versionen 19c, 21c, 23c und 23ai
In den Jahren 2019, 2021 und 2023 wurden jeweils die Version 19c, 21c und 23c veröffentlicht. Anfang 2025 wurde 23ai als Nachfolger von 23c freigegeben.

## Kritik
Von Anwendern der Oracle-Datenbank wird häufig die Lizenzpolitik des Herstellers kritisiert.

## Trivia
Nach der Unternehmensgründung 1977 war Bruce Scott einer der ersten Angestellten; seine Tochter hatte eine Katze namens Tiger. Daraus entstand der Benutzername „scott“ mit Passwort „tiger“ für einen heute noch gern eingesetzten Demo-Benutzer.